# Republika Południowego Peru
Republika Południowego Peru (hiszp. República Sud-Peruana) – państwo istniejące w Ameryce Południowej w latach 1836–1839, jako część Konfederacji Peruwiańsko-Boliwijskiej.
Republika Południowego Peru ogłosiła niepodległość 17 marca 1836, zaś 28 października 1836 połączono trzy państwa w Konfederację Peruwiańsko-Boliwijską. W wyniku wojny narzuconej przez Chile i Argentynę Północne i Południowe Peru ogłosiły 25 sierpnia 1839 ponowne zjednoczenie i wystąpienie z konfederacji, co oznaczało jej rozpad.

## Władze
Zgodnie z konstytucją z 1837 Południowe Peru było w ramach konfederacji jedną z trzech samorządnych republik. Na czele konfederacji stał protektor, zaś republikom przewodzili prezydenci.
- Protektorzy
  - Andrés de Santa Cruz (1836–1839)
- Prezydenci
  - Ramón Herrera Rodado (1837–1838)
  - Juan Pío de Tristán y Moscoso (1838–1839)

## Linki zewnętrzne

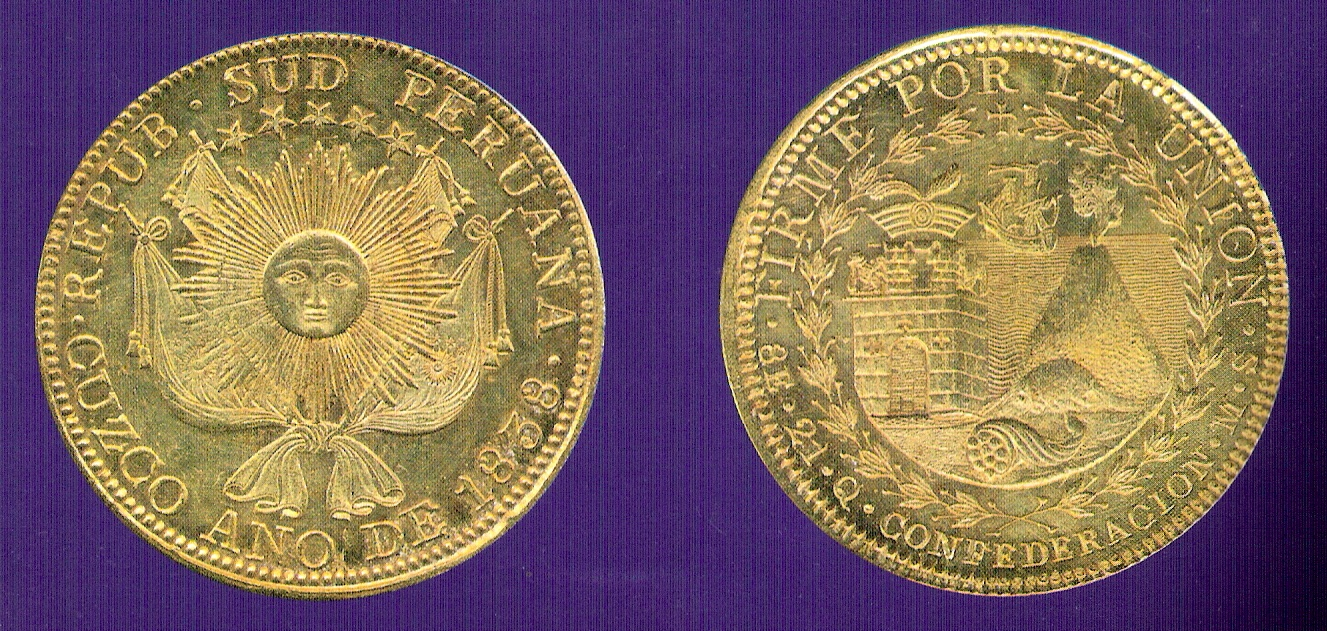
Złota moneta 8 escudos Republiki Południowego Peru

## Podział terytorialny
|  | Republika Południowego Peru dzieliła się na cztery departamenty 1 - Arequipa 2 - Ayacucho 3 - Cusco 4 - Puno |